# Edmund William Tobin
Pour les articles homonymes, voir Tobin.
Edmund William Tobin (14 septembre 1865-24 juin 1938) fut un marchand et homme politique fédéral et municipal du Québec.

## Biographie
Né à Brompton Falls dans la Canada-Est, il est président de la Compagnie forestière de Lotbinière et président de la Compagnie de pulpe de Trois-Pistoles. Il est administrateur du comté de Richmond de 1897 à 1898 et sert également comme maire de Bromptonville.
Élu député du Parti libéral du Canada dans la circonscription fédérale de Richmond—Wolfe en 1900, il fut réélu en 1904, 1908, 1911, 1917, 1921, 1925 et en 1926. Il ne se représenta pas en 1930, année où le premier ministre William Lyon Mackenzie King lui proposa le poste de sénateur de la division de Victoria. Il est mort en fonction en 1938 à l'âge de 72 ans.
Ses petits-fils, Patrick Tobin Asselin et Edmund Tobin Asselin, ont respectivement été député de Richmond—Wolfe de 1963 à 1968 et député de Notre-Dame-de-Grâce de 1962 à 1965.
Le pont Edmund-W.-Tobin, à Sherbrooke, est nommé en son honneur.